# Maestro Piero
Maestro Piero, également connu sous les noms Magister Piero, ou Piero, né avant 1300, et mort après 1350, est un compositeur italien de la fin du Moyen-Age. Il fut l'un des premiers compositeurs du trecento non anonyme, et probablement l'un des plus anciens. Il est surtout connu pour ses madrigaux. 

## Biographie
On ne connaît pas d'autres détails de sa vie que ce que l'on peut déduire de sa musique et d'une illustration contenant probablement son image. Il est représenté comme un homme de 50 à 60 ans dans une illustration bolognaise de la première moitié du XIVe siècle, et est donc probablement né avant 1300. Contrairement à beaucoup de compositeurs du trecento, il n'est pas originaire de Florence, puisqu'il n'apparaît pas dans la chronique de Filippo Villani, qui regroupe les musiciens actifs tout au long du XIVe siècle. Il est connu pour avoir été employé à Milan et à Vérone, respectivement par les familles Visconti et della Scala.  
Il s'est peut-être rendu à Padoue avec Antonio della Scala, avant de se rendre à Vérone avec le compositeur Giovanni da Cascia. Il est également associé au compositeur Jacopo da Bologna pendant cette période. Il n'y a aucune trace d'activité de Piero ou de Giovanni da Cascia après 1351. Il est peut-être mort lors de l'épidémie de peste noire qui a balayé le nord de l'Italie à cette époque. 

## Musique et influences
Au total, huit compositions de Piero ont survécu, ainsi que deux autres qui lui ont été attribuées en raison de similitudes stylistiques. Toutes sont des pièces profanes : six madrigaux et deux caccia. Les huit compositions attribuées sont conservées à la Bibliothèque nationale centrale de Florence. Deux de ses œuvres sont conservées dans le Codex Rossi.
Les madrigaux de Piero sont les premières œuvres de ce style qui soient écrites en canon. Ses madrigaux sont composés pour deux voix et ses deux caccia pour trois. Cet usage fréquent du canon (particulièrement dans les passages ritornello de ses madrigaux) distingue son œuvre de celle de ses contemporains. Les œuvres de Piero montrent clairement la différenciation de la forme caccia par rapport à la forme madrigalesque. Dans la caccia, la partie en canon (déjà présente dans le madrigal) devient un canon à deux voix sur un ténor, caractéristique de la caccia. 

## Œuvres

### Madrigaux à 2 voix et caccia-madrigaux
1. All'ombra d'un perlaro
2. Cavalcando con un giòvine
3. Ogni diletto
4. Quando l'àire comença
5. Sì com'al canto
6. Sovra un fiume regale

### Caccia(à trois voix)
1. Con brachi assai
2. Con dolce brama